# Ad Dekkers (kunstschilder)
Adriaan Johannes Bartholomeus (Ad) Dekkers (Mierlo, 12 oktober 1922 – Tilburg, september 2004) was een Nederlands kunstschilder.

## Levensloop
Ad Dekkers groeide op in Vught. Hij gaf al vroeg te kennen dat hij talent en gedrevenheid voor het kunstschildersvak had. Na de middelbare school ging hij studeren aan de Koninklijke School voor Kunsten, Techniek en Ambacht (KTA) in 's-Hertogenbosch (het diploma was een voorwaarde om later op de Rijksakademie te kunnen worden aangenomen). Na de bevrijding van 1945 begon hij zijn opleiding aan de Rijksakademie van beeldende kunsten te Amsterdam. Op de Rijksakademie, in de eerste jaargang, ontmoette hij ook zijn latere echtgenote Gonda Harder. Voor de geboorte van het eerste kind (1950) traden zij in het huwelijk en vestigden zich als gezin in Amsterdam.
Ad Dekkers won tweemaal de Cohen Gosschalkprijs. Door de professoren Willem van den Berg en Gé Röling werd hij uitgenodigd mee te doen aan de Prix de Rome, die hij won op 14 oktober 1953.
Hij verhuisde met zijn gezin van Amsterdam naar Didam, waar hij een paar jaar les gaf als tekenleraar aan de huishoudscholen in Didam en Silvolde. Hij heeft in de periode 1955 - 1956 veel getekend in De Liemers, voornamelijk in de techniek gewassen pentekening. Vele daarvan zijn destijds aangekocht door het Liemers Museum te Zevenaar. 
In september 1959 verhuisde hij met zijn gezin naar Sterksel, nadat hij was aangenomen als tekenleraar aan het St. Joris College te Eindhoven. 
Daar bleef hij werkzaam tot in 1972. Een oogziekte maakte hem het tekenen en schilderen moeilijk en ten slotte onmogelijk. 
In 2000 verhuisde hij met zijn echtgenote naar Tilburg. In 2004 is hij daar uiteindelijk overleden, 82 jaar oud. Hij is op 25 september 2004 begraven op Begraafplaats Parochie Heuvel.
Adriaan Dekkers was gehuwd met Hillegonda Harder en vader van 8 kinderen. Drie van hen zijn het kunstvak in gegaan: Heleen Dekkers is keramiste, Anneke Dekkers geeft les en Jozef Dekkers is kunstschilder.